# اریک روتهیم
اریک روتهیم (نروژی: Erik Rotheim) زادهٔ ۱۹ سپتامبر ۱۸۹۸م، در کریستیانیا و مرگ به تاریخ ۱۸ سپتامبر ۱۹۳۸م، در سن ۳۹ سالگی در اسلو، یک مهندس نروژی بود. اختراع قوطی اسپری که در چندین کشور به نام وی ثبت شده، علت اصلی سرشناسی اوست.

## پیشینه

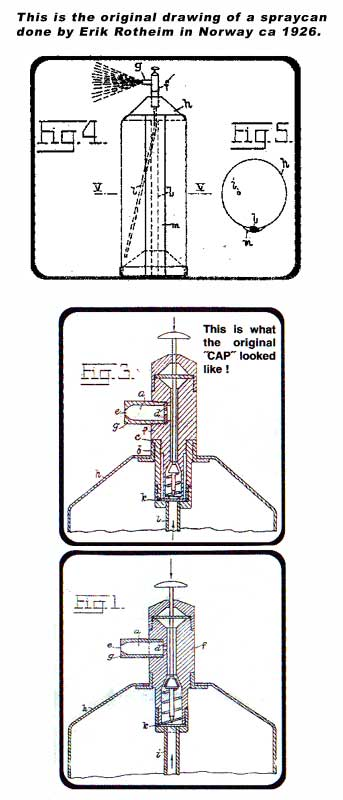
نقشه طراحی اریک روتهیم از یک قوطی اسپری هواپخش (۱۹۲۶م)

اریک آندراس روتهیم در سال ۱۸۹۸م، در شهری که امروز پایتخت نروژ است، به دنیا آمد. پدر وی نیز یک مهندس بود. اریک در زادگاهش به مدرسه رفت و درسال ۱۹۱۶م، تحصیلات متوسطه را با نتایج درخشان به پایان برد. سپس وارد مدرسه نظام شد و سال بعد به منظور ادامه تحصیل راهی سوئیس شد و در سال ۱۹۲۱م، با درجه کارشناسی ارشد در رشته الکتروشیمی از مؤسسه فناوری فدرال زوریخ در سوئیس فارغ‌التحصیل شد. پس از اتمام تحصیلات تا ۱۹۲۵م، در آلمان مشغول کارآموزی بود و سپس به نروژ بازگشت و به صورتی هدفمند و مستقل در زمینه فناوری و با توجه به ملاحظات اقتصادی، شروع به فعالیت کرد.
اریک روتهیم شخصی مبتکر و نوآور بود، اما موردی که بعدها بیشترین اهمیت را پیدا کرد و باعث سرشناسی وی شد، اختراع و ثبت قوطی اسپری بود. در اکتبر سال۱۹۲۶م، مهندس روتهیم، برای اولین بار درخواست ثبت اختراع قوطی اسپری را تسلیم مراجع رسمی نروژ کرد و ۲۴ ژوئن سال ۱۹۲۹م، حق امتیاز این اختراع به وی اعطاء شد. همزمان در چند کشور دیگر نیز این امتیاز به نام اریک روتهیم ثبت شد و در سال ۱۹۳۱م، یک شرکت بین‌المللی به منظور پیشبرد منافع اقتصادی این امتیاز تأسیس شد. قوطی اسپری اختراعی بود که ظرفیت تکمیل و گسترش بالایی داشت و برای مثال تلاش شد که در صنایع رنگ آمیزی به کار گرفته شود. اما تحقق این خواسته و تبدیل این ظرفیت خفته به فعل، نیازمند صرف هزینه گزافی بود. نهایتاً در سال ۱۹۳۵م، مهندس روتهیم کلیه حقوق اختراع خود را به یک شرکت تولید ابزار در نروژ فروخت. به نوبه خود این شرکت که از قبل در تکمیل و ساخت قوطی اسپری مشارکت داشت، ۵ سال بعد ورشکست شد. مهندس روتهیم، سال ۱۹۳۸م، در گذشت و هرگز باردهی اقتصادی اختراع خود را تجربه نکرد. اما در حین و بعد از پایان جنگ جهانی دوم، این صنعت در ایالات متحده تکامل و گسترش زیادی پیدا کرد و قوطی اسپری به صورت انبوه تولید شد و به خدمت صنایع دیگری نظیر لوازم آرایش و حشره کشها و ده‌ها مورد دیگر درآمد و به سود زایی رسید. بازار انواع قوطی اسپری تا سالهای دهه ۱۹۸۰م، همواره رو به رواج بود. اما به تدریج با بروز نگرانی‌هایی از عواقب زیست‌محیطی استفاده از قوطی اسپری، این بازار از رونق افتاد.
.